# Rockwilder
Rockwilder, de son vrai nom Dana Stinson, né le 2 février 1971 dans le Queens, New York, est un producteur, rappeur et chanteur américain. Vieil ami du rappeur Redman membre de Def Jam, Rockwilder lance sa carrière musicale aux côtés rappeurs de la côte est au milieu des années 1990. En 1999, Rockwilder produit le single Da Rockwilder de Method Man and Redman.

## Biographie
Rockwilder se lance dans la production musicale sur l'album Stress: The Extinction Agenda du groupe Organized Konfusion, et U.S.A. des Flatlinerz,. Il participe ensuite aux albums d'autres rappeurs réputés comme Jay-Z avec Do It Again (Put Ya Hands Up) (1999), Busta Rhymes et Erykah Badu avec One (1998), Xzibit avec Front 2 Back (2000), et De La Soul avec I.C. Y'All (2000). Il travaillera aussi aux côtés de Janet Jackson sur son album All for You et de Destiny's Child ; il est également coproducteur avec Missy Elliott, de la reprise du titre Lady Marmalade de Labelle par Christina Aguilera, Lil' Kim, Mýa et Pink pour le film Moulin Rouge pour lequel il est récompensé d'un Grammy Award. Il produit également la chanson Dirrty pour Aguilera en featuring avec Redman.
Dans les années 2000, Rockwilder produit plusieurs chansons sur l'album Supernova de Lisa « Left Eye » Lopes, publié en 2001. Les chansons incluent Hot et Rags 2 Riches. Plus tard, en 2003, il collabore avec Kelis et Nas, pour la chanson In Public, issue de l'album Tasty de Kelis. Après plusieurs chansons classées au top 100, Rockwilder freine quelque peu ses activités et produit des beats exclusivement pour le rappeur Whuteva, son protégé. Mardi Gras, le premier single solo de Whuteva, produit par Rockwilder, est publié en 2002 au label Hollywood Records/Muzic Park, et incluse dans l'album Friday After Next d'Ice Cube. En 2007, l'artiste lance RocMP3.com, une plateforme permettant à des musiciens et labels de vendre leurs œuvres. Vers la fin des années 2000, Rockwilder travaille aux côtés de groupes de hip-hop chrétien.

## Discographie

### Productions
- 1995 : Jamal - Last Chance, No Breaks : Situation (coproduit par Erick Sermon), Fades Em All (coproduit par Redman), Genetic for Terror (coproduit par Redman)
- Mel-Low - It's a B.G. Thang (Life of a Youngster) : Blaze It Up (featuring Redman)
- 1996 : Redman - Muddy Waters : Case Closed, What U Lookin' 4
- 1997 : EPMD - Back in Business : Da Joint – Coproduit par Erick Sermon
- 1997 : Organized Konfusion - The Equinox, Somehow, Someway
- 1997 : Busta Rhymes - When Disaster Strikes : One
- 1998 : All City - Metropolis Gold : The Actual
- 1998 : Redman - Doc's da Name 2000: I'll Bee Dat
- 1998 : Big Pun - Capital Punishment : Super Lyrical, You Came Up
- 1998 : Busta Rhymes - Extinction Level Event: The Final World Front : Do It to Death
- 1998 : Flipmode Squad - The Imperial : Hit Em wit da Heat
- 1999 : Method Man & Redman - Blackout! : Da Rockwilder
- 1999 : Funkmaster Flex & Big Kap : The Tunnel : If I Get Locked Up (featuring Dr. Dre et Eminem), True (featuring Method Man), For My Thugs (featuring Amil, Beanie Sigel, Jay-Z et Memphis Bleek)
- 1999 : Brixx - Everything Happens for a Reason :  Rockin' and Wildin'
- 1999 : Rah Digga - Dirty Harriet: Break Fool
- 1999 : Tash - Rap Life : Fallin' On, Tash Rules
- 2000 : Beanie Sigel - The Truth : Stop, Chill
- 2000 : Beenie Man - Art and Life : Love Me Now (Rockwilder Remix)
- 2000 : D.I.T.C. - D.I.T.C. : Thick (Rockwilder Mix)
- 2000 : The Dwellas - The Last Shall Be First : Ill Collabo
- 2000 : Jay-Z - Vol. 3... Life and Times of S. Carter : Do It Again (Put Ya Hands Up) (featuring Beanie Sigel et Amil)
- 2000 : Lil' Kim - The Notorious K.I.M. : Notorious K.I.M.
- 2000 : Prodigy - H.N.I.C. : Do It, Gun Play
- 2000 : Busta Rhymes - Anarchy : Make Noise
- 2000 : Sticky Fingaz - [Black Trash] The Autobiography of Kirk Jones, Money Talks
- 2001 : Bande originale de Moulin Rouge : Lady Marmalade
- 2001 : Mary J. Blige - No More Drama : Keep It Moving
- 2001 : Fabolous - Ghetto Fabolous : Get Right
- 2001 : Fat Joe - Jealous Ones Still Envy : Murder Rap
- 2001 : Janet Jackson - All for You : You Ain't Right, Come on Get Up, Would You Mind, Trust a Try, Feels So Right
- 2001 : LL Cool J - GOAT : Imagine That (featuring LeShaun Williams)
- 2001 : Lisa « Left Eye » Lopes - Supernova : Hot!
- 2001 : Maxwell - Now : Got to Know Ya
- 2001 : Mystikal - Tarantula : Ooooh Yeah, I Get It Started
- 2001 : Redman - Malpractice :  Let's Get Dirty (I Can't Get in da Club) (featuring DJ Kool), What I'ma Do Now
- 2001 : Erick Sermon - Music : It's Nuttin'
- 2001 : Bande originale de La Revanche d'une blonde
- 2001 : Bande originale de Rush Hour 2
- 2001 : Bande originale de Training Day
- 2001 : Bande originale de How High : Cisco Kid, Da Rockwilder
- 2001 : Destiny's Child - This Is the Remix :  Bootylicious (Rockwilder Remix) (featuring Missy Elliott)
- 2002 : Nas - The Lost Tapes : Everybody's Crazy
- 2002 : Me'shell Ndegeocello - Cookie: The Anthropological Mixtape Maverick : Pocketbook (Rockwilder and Missy Elliott Remix)
- 2002 : Styles P - A Gangster and a Gentleman : Daddy Get the Cash
- 2002 : Xzibit - Man vs. Machine : Release Date
- 2003 : Kelis - Tasty : In Public
- 2006 : Yummy Bingham : The First Seed
- 2007 : Kelly Rowland - Ms. Kelly : Everything Is You